# WarnerMedia
Pour les articles homonymes, voir Warner.
WarnerMedia initialement Time Warner Inc., est un conglomérat américain multinational spécialisé dans la commercialisation de médias et de divertissementsn créé en 1990 de la fusion de Time Inc. avec Warner Communications. Le groupe est constitué en grande partie des sociétés appartenant à Warner Communications, comme notamment HBO, filiale de Time Inc. avant la fusion avec Warner et de Turner Broadcasting, acquis en 1996. Time Warner réalise la plus grande partie de ses activités dans le secteur du cinéma, de la vidéo et de la télévision. Ses principales filiales sont HBO, Turner Broadcasting System, The CW Television Network, Warner Bros., CNN, DC Comics, et une participation de 10 % dans Hulu de 2016 à 2019.
Parmi les autres principales divisions antérieures de Time Warner, on compte notamment Time Inc., AOL, Time Warner Cable, Warner Books et Warner Music Group. Toutes ces filiales ont été vendues à des investisseurs ou à des entreprises indépendantes, entre 2004 et 2014. Le 22 octobre 2016, AT&T annonce son intention d'acquérir Time Warner pour 85 milliards de dollars. La fusion est réalisée en 2018, après le procès remporté par AT&, initialement intenté par le département de la Justice des États-Unis.  En mai 2021, une fusion  avec Discovery est annoncée ainsi que la séparation du groupe AT&T.
Le 8 avril 2022, WarnerMedia et Discovery concrétisent leur fusion, détenue à 71% par AT&T et à 29% par Discovery. David Zaslav, président et directeur général de Discovery, devient le président du nouveau groupe despuis lors intitulé Warner Bros. Discovery.

## Histoire
En 1972, Kinney National Company, à la suite d'un scandale, abandonne ses activités en dehors de l'industrie des loisirs et prend le nom de Warner Communications. Son président est Steve Ross.
En 1990, Warner Communications et Time Inc. fusionnent pour former une société dénommée Time Warner. En 1996, Time Warner rachète la société Turner Broadcasting System de Ted Turner.
En 2000, AOL fusionne avec Time Warner. Le nouveau groupe, dirigé par Steve Case et Gerald Levin, prend alors le nom de AOL Time Warner.
Fin 2003, Time Warner revend le Warner Music Group à un consortium dirigé par Edgar Bronfman Jr.
En avril 2009, la société annonce son intention de se séparer de AOL, en effet la fusion en 2000 des deux entreprises est considérée comme un énorme fiasco.
Le 3 août 2016, un accord est annoncé pour une prise de participation de 10 % par Time Warner dans Hulu Time Warner a investi 583 millions de dollars dans ce service de vidéos en streaming et il n'aura pas de rôle actif dans sa gouvernance. Il est également prévu qu'une série de chaînes soient disponibles sur un nouveau service de télévision en direct par internet que Hulu prévoit de lancer début 2017,.

### Acquisition par AT&T
En octobre 2016, AT&T annonce son intention d'acquérir Time Warner pour 85,4 milliards de dollars, alors qu'il possède déjà 120 milliards de dette et uniquement 7 milliards de liquidités.
En novembre 2017, les autorités de la concurrence américaines, dont le département de la Justice, ont mis un frein au projet de rachat par AT&T en imposant des conditions à la vente, comme la vente de CNN. Plusieurs sources affirment que ces conditions sont dues à l'hostilité du président des États-Unis, Donald Trump, qui critique quotidiennement la chaîne américaine de nouvelles. Le 12 juin 2018, le juge Richard Leon approuve le rachat par AT&T de Time Warner.
Le 14 juin 2018, Time Warner est renommé WarnerMedia.
Le 4 mars 2019, AT&T annonce une grande réorganisation de WarnerMedia ayant pour but de dissoudre Turner Broadcasting System. Ses divisions ont donc été dispersées dans les 3 principales entités de WarnerMedia : Warner Bros. Entertainment, WarnerMedia Entertainment et WarnerMedia News & Sports (les deux dernières ayant été créées pour l'occasion). WarnerMedia Entertainment serait composé de HBO, TBS, TNT, TruTV et le futur service de vidéos à la demande. WarnerMedia News & Sports regrouperait quant à elle CNN, Turner Sports et le réseau AT&T SportsNet, le tout dirigé par l'actuel président de CNN Jeff Zucker. Cartoon Network, Adult Swim, Boomerang, Turner Classic Movies et Otter Media passeraient sous la tutelle de Warner Bros. Entertainment. Il est décidé en mai 2019 qu'Otter Media fera finalement partie de WarnerMedia Entertainment.
Le 9 juillet 2019, il est annoncé officiellement quel le nouveau service de streaming se nommera HBO Max et qu'il sera lancé en 2020.
En avril 2021, ViacomCBS annonce l'acquisition de Chilevision à WarnerMedia.

### Fusion avec Discovery
Le 17 mai 2021, 3 ans après son acquisition, AT&T annonce se désinvestir de WarnerMedia et fusionner l'entreprise avec un autre groupe de média américain, Discovery, Inc., qui possède principalement des chaînes de télévision. Avec cet accord, les actionnaires d'AT&T détiendront 71% du nouveau groupe (respectivement 29% pour les actionnaires de Discovery). Cette opération a pour objectif de recentrer les activités de l'opérateur qui a beaucoup souffert de la pandémie en 2020. Cette nouvelle entité WarnerMedia-Discovery devrait se concentrer sur le streaming, prévoyant d'investir 20 milliards de dollars par an en nouvelles productions dans les services HBO Max et Discovery+, pour concurrencer entre autres Netflix et Prime Video qui dominent le marché du SVOD. 
L'opération devrait se conclure d'ici mi-2022. Il est prévu que David Zaslav, l'actuel PDG de Discovery, prenne la tête du nouveau groupe. Au micro de CNN, ce dernier annonce que son homologue de chez WarnerMedia, Jason Kilar, fera également partie de la nouvelle entité, sans préciser son poste.
Cette décision a été saluée par la bourse de New York : le jour de l'annonce, l'action d'AT&T grimpait de 2%. 

### Identité visuelle

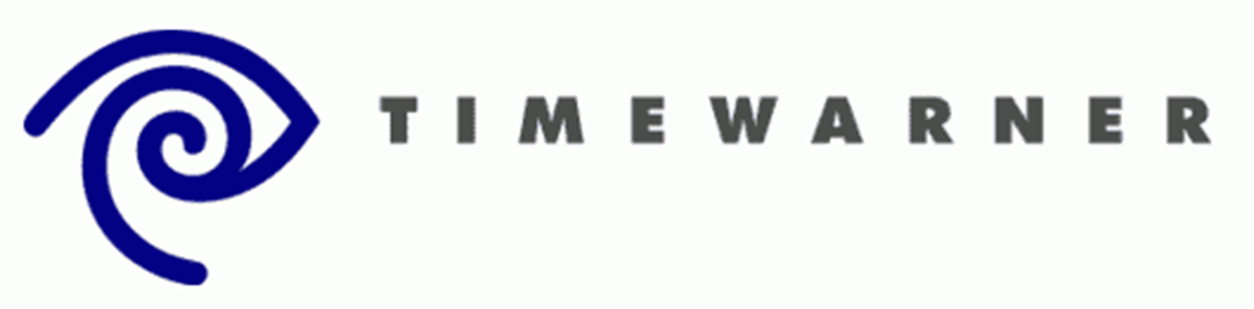
Logo de TimeWarner de 1990 à 1993
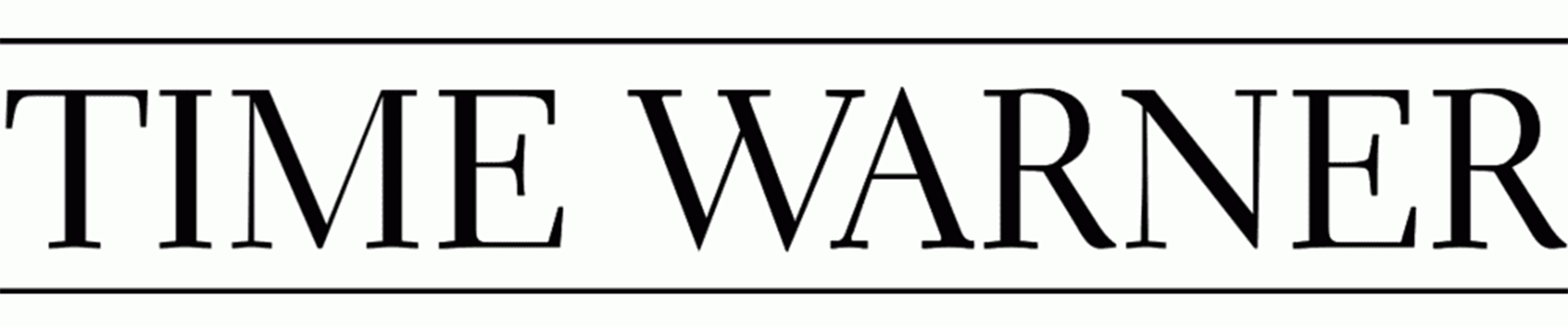
Logo de TimeWarner de 1993 à 2001
Logo d'AOL Time Warner de 2001 à 2003.
Logo de Time Warner de 2003 à 2018.
Logo de WarnerMedia de 2018 à 2019.
Logo de WarnerMedia de 2019 à 2022.

## Filiales
Voici la nouvelle organisation de WarnerMedia depuis mars 2019 :

### WarnerMedia Entertainment
- TBS
- TruTV
- Chilevision
- HTV (Latin_America) (en)
- I.Sat (en)
- Much (Amérique Latine)
- Space (Amérique Latine)
- Oh!K
- Turner Network Television
  - TNT Series
  - TNT Comedy (en)
  - TNT Film
  - TNT Serie
- World Heritage Channel (en)
- JTBC (2,64%)
- TABI Channel
- iStream Planet
- Home Box Office ;
  - HBO Films ;
  - HBO
  - HBO2
  - HBO Comedy
  - HBO Family
    - HBO Kids

  - HBO Latino
  - HBO Signature
  - HBO Zone
  - Cinemax
- WarnerMedia Direct, LLC
  - HBO Max
- Central European Media Enterprises (vente prévue en 2020)

### WarnerMedia News & Sports
- CNN Worldwide
  - CNN
  - HLN
  - CNN Airport
  - CNN Films
  - CNN International
  - Great Big Story
- Turner Sports (en)
  - NBA TV
  - Turner Sports Digital
    - Bleacher Report

  - CDF (Chili)
- AT&T SportsNetworks, LLC 
  - AT&T Sports Net
  - MLB Network

### Warner Bros. Entertainment
- Warner Bros Pictures
  - Warner Bros.
  - New Line Cinema
  - DC Films
  - Castle Rock Entertainment
  - The Wolper Organization
  - Flagship Entertainment (en) (49%)
  - HOOQ (en)
  - Spyglass Media Group (part minoritaire)
  - Bad Robot Productions
  - WaterTower Music
- Warner Bros. Television Group
  - Warner Bros. Television
  - Alloy Entertainment
  - Telepictures (en)
    - TMZ
    - DC All Access
    - Crime Watch Daily (en)
    - A Very Good Production (en)

  - Warner Horizon Television
  - Warner Bros. Domestic Television Distribution
  - Warner Bros. Worldwide Television Distribution
  - Warner Bros. International Television Production (en)
    - Warner Bros. Television Productions UK (en)
      - Ricochet (TV production company) (en)
      - Twenty Twenty (en)
      - Wall to Wall
      - Renegade Pictures
      - Yalli Productions
      - Outright Distribution (en)

    - Warner Bros. Television Networks
      - The CW (50 %)
        - The CW Plus (en)
        - CW Seed

      - Turner Classic Movies
      - Warner TV
      - WB Channel

  - Alloy Entertainment
  - Blue Ribbon Content
- Warner Home Entertainment Group
  - Warner Home Video
  - Warner Bros Interactive Entertainment
    - TT Games
      - Traveller's Tales
      - TT Fusion
      - TT GamesPublishing
      - TT Odyssey
      - TT Animation
      - Playdemic

    - Rocksteady Studios
    - NetherRealm Studios
    - Monolith Productions
    - Avalanche Software
    - WB Games Boston
    - WB Games Montréal
    - WB Games New York
    - WB Games San Diego
    - WB Games San Francisco
    - Portkey Games

  - Fandango Media (30%)
    - Rotten Tomatoes
    - MovieTickets.com (en)
    - Movies.com
    - Fandango Movieclips
    - FandangoNOW
- Warner Bros. Global Brands and Experiences (en)
  - DC Entertainment
    - DC Comics
      - Vertigo
      - EC Comics
      - DC Black Label
      - WildStorm

    - Mad Magazine

  - Warner Bros. Themed Entertainment
    - Warner Bros. Movie World
    - Parque Warner Madrid
    - Warner Bros. World Abu Dhabi
    - Warner Bros. Studio Tours (en)
      - Warner Bros. Studio Tour Hollywood (en)
      - Warner Bros. Studio Tour London

  - WarnerBros. Consumer Products
- Warner Bros. Global Kids & Young Adults
  - Warner Animation Group
  - Warner Bros. Animation
    - Hanna-Barbera Productions

  - Cartoon Network
    - Cartoon Networks Studiosn

  - Adult Swim
    - Toonami
    - Williams Street
    - Big Pixel Studios
    - Adult Swim Games

  - Boomerang
  - Boing
  - Cartoonito
  - Pogo (TV channel) (en)
  - Tooncast
- Warner Bros. Digital Networks
  - DC Universe
  - Stage 13
  - Uninterrupted
  - Ellen Digital Ventures

## Organisation

### Dirigeants
Source
- Jason Kilar, Président-directeur général

- Vice-présidents exécutifs :
  - James Cummings;
  - Tony Goncalves;
  - Jim Meza ;
  - Christy Haubegger.
- Jennifer Biry, directrice des finances
- Andy Forssell, président de HBO Max
- Ann Sarnoff, présidente de WarnerMedia Studios and Networks
- Gerhard Zeiler (en), président de WarnerMedia International
- Jeff Zucker (en), président de WarnerMedia News and Sports
- Richard Tom, directeur de la technologie

### Informations financières
WarnerMedia est cotée au New York Stock Exchange sous le code TWX (auparavant AOL). À la mi-février 2003, la capitalisation boursière s'élevait à 49 milliards de dollars et les actions se négociaient à 11,07 dollars. En janvier 2000, au moment de la fusion entre AOL et Time Warner, la capitalisation était de 280 milliards de dollars.
En 2003, l'entreprise annonça une perte annuelle colossale de près de 100 milliards de dollars pour l'année 2002, l'équivalent du PIB de l'Irlande.

### Actionnaires
Au 30 juin 2016, les principaux actionnaires étaient :
- The Vanguard Group 5,88 % ;
- Massachusetts Financial Services Co. 5,22 % ;
- Dodge & Cox 4,86 % ;
- State Street Corporation 3,94 % ;
- JPMorgan Chase 3,72 % ;
- Dodge & Cox Stock Fund 2,84 % ;
- BlackRock Institutional Trust Company 2,73 % ;
- Vanguard Total Stock Market Index Fund 1,91 % ;
- Capital World Investors 1,71 % ;
- The Bank of New York Mellon 1,58 %.

En 2018, l'entreprise est rachetée à 100 % par AT&T.